# Équipe cycliste RAGT Semences

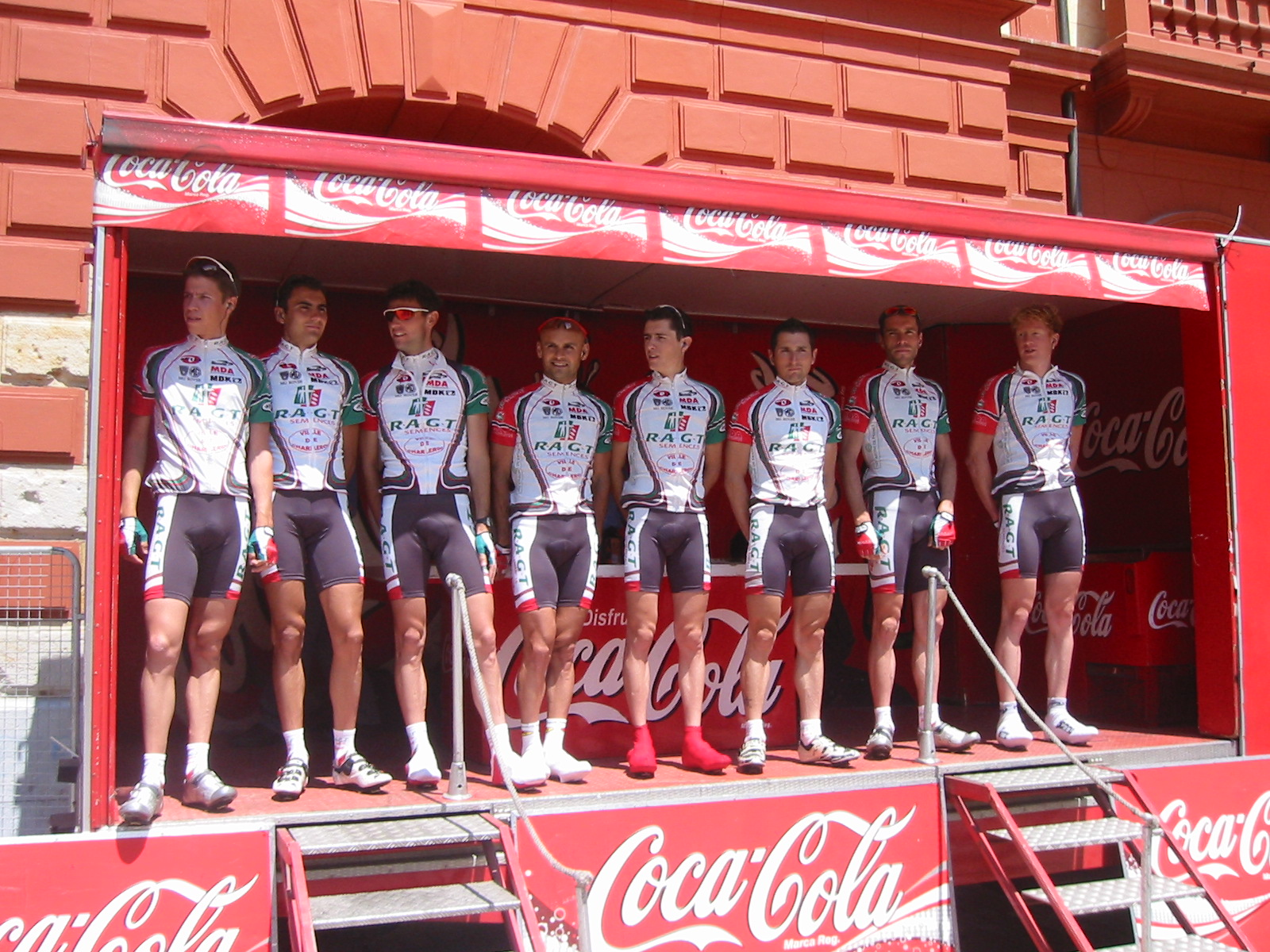
Une partie de l'équipe en 2005.

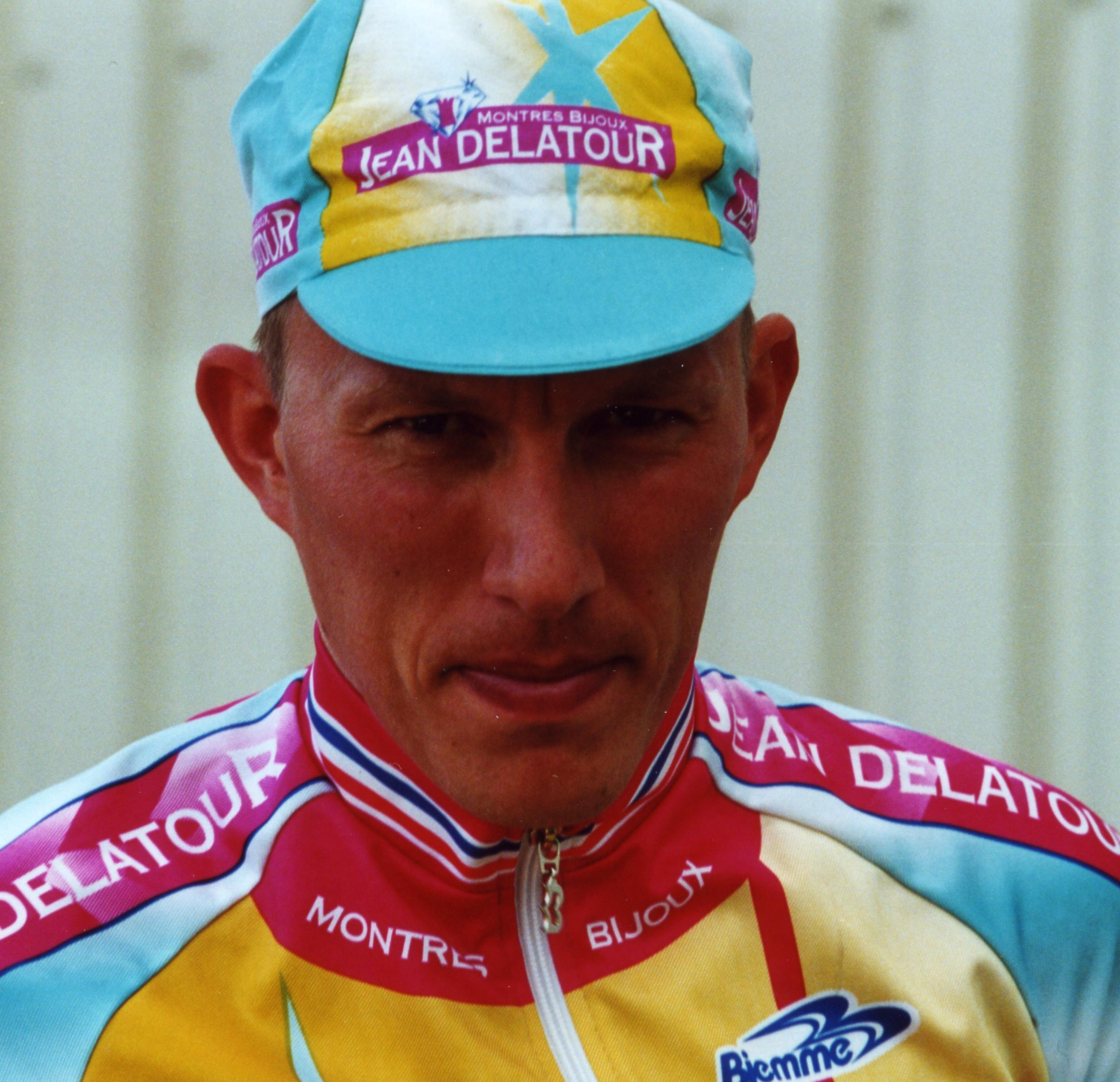
Eddy Seigneur, avec le maillot Jean Delatour en 2000.

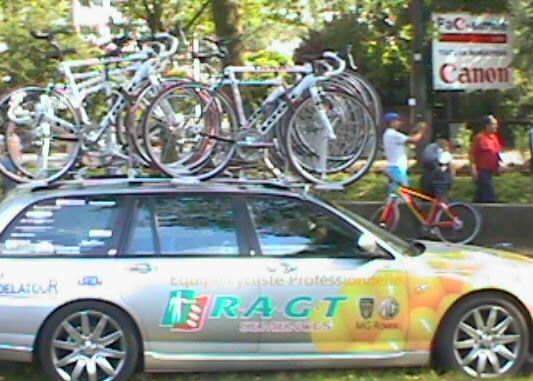
Voiture de l'équipe

L'équipe cycliste RAGT Semences (nommée pendant quatre saisons Jean Delatour) est une équipe cycliste professionnelle sur route française, active entre 2000 et 2005. En 2005, pour sa dernière année l'équipe évolue avec une licence de continentale professionnelle. Au cours de son existence, elle participe à quatre reprises au Tour de France (2 victoires d'étapes), ainsi qu'au Tour d'Espagne 2000.

## Histoire de l'équipe
Fondée en 2000, l'équipe évolue sous le patronage de Jean Delatour jusqu'en 2003. Le sponsor RAGT Semences prend le relais en 2004. Elle intègre cette année-là la première division de l'UCI et participe au Tour de France. Cependant, elle n'entre pas dans le circuit Pro-Tour en 2005 et participe au calendrier Continental.
L'équipe est dissoute à la fin de la saison 2005.

## Principales victoires

### Challenges
- Coupe de France : Patrice Halgand (2000) et Laurent Brochard (2001)

### Courses UCI
- À travers le Morbihan : Patrice Halgand (2000) et Laurent Lefèvre (2002)
- Tour du Limousin : Patrice Halgand (2000 et 2002)
- Paris-Bourges : Laurent Brochard (2000)
- Trophée des Grimpeurs : Patrice Halgand (2000)
- Route Adélie de Vitré : Laurent Brochard (2000) et Sébastien Joly (2003)
- Paris-Camembert : Laurent Brochard (2001)
- Tour de l'Ain : Ivaïlo Gabrovski (2001)
- Tour du Doubs : Eddy Lembo (2001) et Frédéric Finot (2002)
- Regio-Tour : Patrice Halgand (2001) et Laurent Brochard (2002)
- Boucles de l'Aulne : Patrice Halgand (2001) et Frédéric Finot (2004)
- Tour de Pologne : Laurent Brochard (2002)
- Tour de Normandie : Samuel Dumoulin (2003)
- Tro Bro Leon : Samuel Dumoulin (2003)
- Tour de l'Avenir : Sylvain Calzati (2004)
- Duo normand: Eddy Seigneur et Frédéric Finot (2004)

### Championnats nationaux
- Championnats de Bulgarie : 2
  - Course en ligne : 2002 (Ivaïlo Gabrovski)
  - Contre-la-montre : 2001 (Ivaïlo Gabrovski)
- Championnats de France : 4
  - Contre-la-montre : 2000 (Francisque Teyssier), 2002, 2003 et 2004 (Eddy Seigneur)

## Résultats sur les grands tours
- Tour de France
  - 4 participations (2001, 2002, 2003, 2004)
  - 2 victoires d'étapes :
    - 1 en 2002 : Patrice Halgand
    - 1 en 2003 : Jean-Patrick Nazon

- Tour d'Espagne
  - 1 participation (2000)
  - 0 victoire d'étape

## Classements UCI
En 1999 le classement UCI par équipes est divisé entre GSI, GSII et GSIII. L'équipe est classée en GSII jusqu'en 2001, puis en GSI. Les classements détaillés ci-dessous sont ceux de l'équipe en fin de saison. Les coureurs demeurent en revanche dans un classement unique.
| Saison | Classement par équipes | Meilleur coureur au classement individuel |
| ------ | ---------------------- | ----------------------------------------- |
| 2000   | 4e (GSII)              | Laurent Brochard (24e)                    |
| 2001   | 3e (GSII)              | Patrice Halgand (44e)                     |
| 2002   | 23e                    | Laurent Brochard (25e)                    |
| 2003   | 25e                    | Patrice Halgand (71e)                     |
| 2004   | 30e                    | Frédéric Finot (356e)                     |

À partir de 2005, l'équipe participe aux circuits continentaux et principalement à des épreuves de l'UCI Europe Tour. Le tableau ci-dessous présente les classements de l'équipe sur ce circuit, ainsi que son meilleur coureur au classement individuel.
| Saison | Classement par équipes | Meilleur coureur au classement individuel |
| ------ | ---------------------- | ----------------------------------------- |
| 2005   | 34e                    | Christophe Rinero (133e)                  |

## Principaux coureurs
| - Yuriy Krivtsov - Jean-Patrick Nazon - Laurent Brochard - Patrice Halgand - Bruno Thibout - David Lefèvre - Frédéric Bessy - Christophe Edaleine - Christophe Oriol - Samuel Plouhinec | - Frédéric Finot - Laurent Lefèvre - Francisque Teyssier - Gilles Bouvard - Christophe Bassons - Eddy Lembo - Cyril Dessel - Laurent Roux - Samuel Dumoulin - Eddy Seigneur | - Hubert Dupont - Guillaume Auger - Éric Berthou - Kevyn Ista - Sébastien Minard - Christophe Laurent - Yoann Le Boulanger - Émilien-Benoît Bergès - Christophe Rinero - Sébastien Joly |

## Saison 2004

### Effectif
| Coureur            | Date de naissance | Nationalité |
| ------------------ | ----------------- | ----------- |
| Guillaume Auger    | 21.03.1976        | France      |
| Jérôme Bernard     | 21.09.1971        | France      |
| Éric Berthou       | 23.01.1980        | France      |
| Pierre Bourquenoud | 21.11.1969        | Suisse      |
| Gilles Bouvard     | 30.10.1969        | France      |
| Mickaël Buffaz     | 21.05.1979        | France      |
| Renaud Dion        | 06.01.1978        | France      |
| Frédéric Finot     | 20.03.1977        | France      |
| Christophe Laurent | 26.07.1977        | France      |
| Yoann Le Boulanger | 04.11.1975        | France      |
| David Lefèvre      | 09.04.1972        | France      |
| Roman Luhovyy      | 04.08.1979        | Ukraine     |
| Ludovic Martin     | 17.03.1976        | France      |
| Klaus Mutschler    | 08.06.1977        | Allemagne   |
| Christophe Rinero  | 29.12.1973        | France      |
| Nicolas Reynaud    | 22.04.1977        | France      |
| Marek Rutkiewicz   | 08.05.1981        | Pologne     |
| Eddy Seigneur      | 15.02.1969        | France      |
| Bruno Thibout      | 08.05.1969        | France      |

### Victoires
| Coureur         | Epreuve                                 |
| Eddy Seigneur   | Championnat de France du CLM            |
| Frédéric Finot  | Boucles de l'Aulne                      |
| Nicolas Reynaud | Une étape au Tour des Régions wallonnes |
| Éric Berthou    | Une étape de Paris-Corrèze              |
| Sylvain Calzati | Tour de l'Avenir                        |

## Saison 2005

### Effectif
| Coureur               | Date de naissance | Nationalité |
| --------------------- | ----------------- | ----------- |
| Guillaume Auger       | 21.03.1976        | France      |
| Émilien-Benoît Bergès | 13.01.1983        | France      |
| Éric Berthou          | 23.01.1980        | France      |
| Renaud Dion           | 06.01.1978        | France      |
| Nicolas Dulac         | 13.05.1982        | France      |
| Hubert Dupont         | 13.11.1980        | France      |
| Xavier Herrine        | 02.11.1983        | Belgique    |
| Kevyn Ista            | 25.11.1984        | Belgique    |
| Olivier Kaisen        | 30.04.1983        | Belgique    |
| Yoann Le Boulanger    | 04.11.1975        | France      |
| Guillaume Lernould    | 28.05.1984        | Belgique    |
| Benjamin Levécot      | 23.05.1977        | France      |
| Roman Luhovyy         | 04.08.1979        | Ukraine     |
| Ludovic Martin        | 17.03.1976        | France      |
| Sébastien Minard      | 12.06.1982        | France      |
| Nicolas Reynaud       | 22.04.1977        | France      |
| Christophe Rinero     | 29.12.1973        | France      |
| Eddy Seigneur         | 15.02.1969        | France      |

### Victoires
| Coureur          | Epreuve                       |
| Sébastien Minard | Une étape du Tour de l'Avenir |

## Reportages
- Un jour mon Tour viendra, reportage d'Yves Hinant et Didier Verbeek tourné lors du Tour de France 2004 et diffusé en 2005 lors de l'émission Strip-Tease sur France 3.